# Cosmiojoppa albidiops
Cosmiojoppa albidiops är en stekelart som beskrevs av Heinrich 1980. Cosmiojoppa albidiops ingår i släktet Cosmiojoppa, och familjen brokparasitsteklar. Inga underarter finns listade.